# 1923
1923. је била проста година.

## Догађаји

### Јануар
- 8. јануар — Након извештаја Репарационе комисије крајем 1922. да Немачка касни са испорукама угља на име ратне одштете Француској и Белгији, француске и белгијске трупе ушле су у Рурску област.
- 10. јануар — Литвански становници територије Мемел су се побунили против одлуке Друштва народа да област остане под француским мандатом.

### Фебруар
- 10. фебруар — Основан је Тексашки технолошки универзитет у Лабоку.

### Март
- 18. март — Избори за народне посланике Краљевине СХС.
- 23. март — У Нишу је потписан споразум између Краљевина СХС и Бугарске у вези са међудржавним проблемима ове две државе.

### Јун
- 9. јун — У Бугарској државним ударом оборена влада Александра Стамболијског, лидера Земљорадничког народног савеза Бугарске.

### Јул
- 24. јул — У Лозани је потписан мировни уговор између Турске и савезничких сила којим се Турска одрекла свих нетурских територија које је изгубила у Првом светском рату, али је добила Једрене и источну Тракију, чиме су дефинитивно одређене границе европског дела турске државе.

### Август
- 2. август — Калвин Кулиџ је положио заклетву као 30. председник САД након смрти Ворена Хардинга.

### Септембар
- 13. септембар — Генерал Мигел Примо де Ривера извршио је, уз одобрење краља Алфонса XIII, државни удар у Шпанији и завео војну диктатуру.

### Октобар
- 13. октобар — Турски парламент је прогласио Анкару, бившу Ангору, главним градом Турске.
- 29. октобар — Турска је проглашена републиком након распада Османског царства.

### Новембар
- 9. новембар — Пивнички пуч када су вођа нацистичке партије, Адолф Хитлер, славни генерал из Првог светског рата, Ерих Лудендорф, и друге вође Кампфбунда, неуспешно покушали да преузму власт у Минхену, у Баварској, (Немачка).

### Датум непознат
- Википедија:Непознат датум — Авионска линија Париз - Будимпешта продужена до Београда.
- Википедија:Непознат датум — Основан је ФК Хајдук Стапар.

## Рођења

### Јануар
- 3. јануар — Драгутин Гостушки, српски композитор. (†1998)
- 4. јануар — Саво Скоко, српски војни историчар. (†2013)
- 14. јануар — Михајло Бата Паскаљевић, српски глумац (†2004)
- 28. јануар — Иво Робић, хрватски певач, пионир југословенске поп музике (†2000)

### Фебруар
- 2. фебруар — Светозар Глигорић, српски шахиста. (†2012)
- 8. фебруар — Милорад Бата Михаиловић, српски сликар. (†2011)
- 24. фебруар — Михаило Марковић, српски филозоф (†2010)

### Март
- 12. март — Волтер Шира, амерички астронаут. (†2007)
- 23. март — Серс Копи, италијански бициклиста. (†1951).
- 31. март — Шошана Дамари, израелска певачица (†2006)

### Април
- 4. април — Никола Хајдин, српски инж. грађевине, академик. (†2008)
- 8. април — Ђурђевка Чакаревић, оперска певачица (†2006)
- 29. април — Ирвин Кершнер, амерички редитељ. (†2010)

### Мај
- 10. мај — Илинка Марић, виолинисткиња, професор виолине (+2017)
- 27. мај — Хенри Кисинџер, амерички политичар (†2023)
- 29. мај — Милутин Мића Татић, српски глумац (†1991)
- 31. мај — Реније III од Монака, кнез Монака 1949-2005. (†2005)

### Јун
- 11. јун — Олга Спиридоновић, српска глумица. (†1994)
- 19. јун — Живка Матић, српска глумица (†1998)
- 12. јун — Мића Поповић, српски сликар (†1996)

### Јул
- 2. јул — Вислава Шимборска, пољска песникиња. (†2012)
- 20. јул — Душан Дукић, српски географ. (†2013)

### Август
- 8. август — Стево Г. Опачић, народних херој Југославије. (†2016)
- 16. август — Шимон Перес, израелски политичар. (†2016)
- 17. август — Мира Ступица, српска глумица. (†2016)
- 22. август — Петар Грачанин, начелник генералштаба ЈНА и председник председништва Србије (†2004)
- 29. август — Ричард Атенборо, британски редитељ. (†2014)

### Септембар
- 1. септембар — Роки Марчано, амерички боксер (†1969)
- 6. септембар — Нада Димић, партизанка и народни херој (†1942)
- 6. септембар — Петар II Карађорђевић, краљ Југославије (†1970)
- 26. септембар — Мија Алексић, српски глумац. (†1995)

### Новембар
- 1. новембар — Гордон Руперт Диксон, канадски писац (†2001)
- 6. новембар — Антоније Исаковић, српски књижевник (†2002)
- 6. новембар — Татјана Лукјанова, српска глумица (†2003)
- 8. новембар — Џек Килби, амерички инжењер. (†2005)
- 18. новембар — Алан Шепард, амерички астронаут. (†1998)

### Децембар
- 2. децембар — Марија Калас, грчка оперска певачица (†1977)
- 3. децембар — Стјепан Бобек, најбољи фудбалер Партизана свих времена. (†2010)
- 6. децембар — Савка Дабчевић-Кучар, хрватска политичарка (†2009)
- 11. децембар — Милка Ивић, српски лингвиста. (†2011)

### Непознат датум
- Википедија:Непознат датум — Никола Беровски, македонски учитељ и просветитељ (†1993)

## Смрти

### Јануар
- 1. јануар — Константин I Грчки, грчки краљ. (*1868)
- 3. јануар — Јарослав Хашек, чешки књижевник (*1883)
- 9. јануар — Иван Гранец, хрватски фудбалер (*1897)

### Фебруар
- 10. фебруар — Вилхелм Конрад Рендген, немачки физичар (*1845)

### Март
- 2. март — Сара Бернар, француска глумица (*1844)
- 8. март — Јоханес ван дер Валс, холандски физичар (*1837)
- 16. март — Александар Николајевич Лодигин, совјетски проналазач (*1847)
- 16. март — Милена Петровић, црногорска краљица (*1847)
- 30. март — Јан де Вос, градоначелник Антверпена (*1844)

### Април
- 5. април — Џорџ Херберт, 5. гроф од Карнарвона, енглески египтолог и археолог (*1866)
- 17. април — Јан Коћера, чешки архитекта и сликар (*1871)

### Јун
- 23. јун — Пјер Лоти, француски књижевник (*1850)

### Јул
- 23. јул — Панчо Виља, вођа Мексичке револуције (*1878)

### Август
- 2. август — Ворен Хардинг, 29. амерички председник (*1865)
- 5. август — Ватрослав Јагић, хрватски слависта (*1838)
- 19. август — Вилфредо Парето, италијански економиста и социолог (*1848)

### Септембар
- 21. септембар — Марко Стојановић, српски фотограф (*1844)
- 23. септембар — Петар Ј. Живковић, српски математичар (*1847)
- 23. септембар — Иво Ћипико, српски књижевник (*1869).
- 25. септембар — Богдан Медаковић, адвокат и политичар (*1852)

### Октобар
- 28. октобар — Стојан Протић, српски политичар (*1857)

### Новембар
- 2. новембар — Стеван Алексић, српски сликар (*1876)
- 25. новембар — Константин Јовановић, српски архитекта (*1849)

### Децембар
- 21. децембар — Пера Добриновић, српски глумац (*1853)
- 27. децембар — Љуис Доменек и Мунтанер, каталонски архитекта (*1850)
- 28. децембар — Гистав Ајфел, француски архитекта (*1832)

### Непознат датум
- Википедија:Непознат датум — Стефан Недић Ћела, четнички војвода

## Нобелове награде
- Физика — Роберт Миликен
- Хемија — Фриц Прегл
- Медицина — Фредерик Грант Бантинг и Џон Џејмс Ричард Маклауд
- Књижевност — Вилијам Батлер Јејтс
- Мир — Награда није додељена
- Економија — Награда у овој области почела је да се додељује 1969. године